# 1965 في النمسا
فيما يلي قوائم الأحداث التي وقعت خلال عام 1965 في النمسا.

## سياسة

### انتهاء فترة المنصب
- 28 فبراير – أدولف شيرف قائمة رؤساء النمسا.
- 10 يونيو – فرانز يوناس عمدة فيينا.

## مواليد

### يناير
- 30 يناير – فولفغانغ فايرزينغار لاعب كرة قدم نمساوي.

### يوليو
- 15 يوليو – جيرو ميسنبوك

### أغسطس
- 17 أغسطس – أنطون فيفر لاعب كرة قدم نمساوي.
- 29 أغسطس – جيرهارد روداكس لاعب كرة قدم نمساوي.

### نوفمبر
- 15 نوفمبر – روبرت بسل لاعب كرة قدم نمساوي.

## وفيات

### فبراير
- 22 فبراير – فيليكس فرانكفورتر (مواليد 1882) قاضي أمريكي.

### مايو
- 9 مايو – ليوبولد فيغل (مواليد 1902) سياسي نمساوي.

### يونيو
- 13 يونيو – مارتن بوبر (مواليد 1878)